# 関谷正征
関谷 正征（せきや まさゆき）は、フジテレビジョンに所属するテレビドラマプロデューサー。
現在はFCC（フジクリエイティブコーポレーション）に出向、チーフプロデューサー。ミュージックビデオ・CM・映画など多岐にわたるジャンルの作品を手掛ける。代表作は、「1リットルの涙」、「サプリ」、「赤い糸」など。

## 来歴・人物
- 愛知県名古屋市出身。
- 私立東海高校卒業。
- 成城大学卒業後、フジテレビジョンに入社。
- 妻はフジテレビの元アナウンサーで、現在は同局の広報局広告宣伝部所属の春日由実（2002年結婚）。

## テレビドラマ

### プロデュース
連続ドラマ
- 愛し君へ（2004年）
- サプリ（2006年）
- 赤い糸（2008年）
- オトメン（乙男）（2009年）

単発ドラマ
- P&Gパンテーンドラマスペシャル
  - 冬空に月は輝く（2004年）
  - 音のない青空（2005年）
  - かるた小町（2008年）
  - 初恋クロニクル（2010年） [1]
- 星に願いを～七畳間で生まれた410万の星～（2005年）
- 介助犬ムサシ～学校へ行こう!～（2007年）

### プロデュース補
- 妹よ（1994年）
- 最高の片想い（1995年）
- 正義は勝つ（1995年）

### 企画
- P&Gパンテーンドラマスペシャル
  - 笑顔セラピー（2003年）
  - トゥルーラブ（2006年）
  - 永遠の1.8秒（2007年）
- 1リットルの涙（2005年）[2]
- 東京リトル・ラブ（プロジェクトリーダー、2010年）

## 映画
- 赤い糸（2008年）
- 一週間フレンズ（2017年2月公開）[3]

## CM

### テレビ
- P&G　マックスファクター（2001年）
  - ファンデーション「君に恋する予感“寄り添うファンデ”」編
  - マスカラ「君に恋する予感“泣かないマスカラ”」編

コピー：北川悦吏子　CMキャラクター：松嶋菜々子
- 江崎グリコ　ポッキー（2009年）
  - 「Pocky×『赤い糸』」編

CMキャラクター：南沢奈央・桜庭ななみ
- ネスレ日本　キットカットショコラトリー（2015年）
  - 「サブリム」編
  - 「アイラブフルーツ」編
  - 「ネットでお買い物」編

CMキャラクター：知英

### WEB広告
- 再春館製薬所　長白仙参 web movie （2015年）
  - 「大切なことに気づける」〜父と投げたボール〜
  - 「大切なことに気づける」〜母とのぼる階段〜

## ミュージックビデオ

### 演出
- HY「366日」WISHバージョン(2009年)  東屋慶名建設

### プロデュース
- HY「告白」（2010年) 東屋慶名建設
- 大知正紘「さくら」（2010年) テレビ朝日ミュージック
- Sky's The Limit「Only Human feat. K」　ソニーミュージック

### クリエイティブディレクター
- 藤巻亮太「8分前の僕ら」(2015年) SPEEDSTAR RECORDS

監督：菱川勢一
- HY「愛しあって許しあって」(2015年) ASSE!! Records/UNIVERSAL J

監督：菱川勢一
- K「あの雲の向こう側」(2015年) ソニーミュージック

監督：菱川勢一

## イベント

### プロデュース
- KIT MUSIC Valentine Live2016

## 短編映画

### クリエイティブディレクター
- 「そちらの空は、どんな空ですか?」ネスレシアター on youtube（2015年）
  - 脚本：北川悦吏子　監督：長澤雅彦

### プロデューサー
- 「Life is...」ネスレシアター on youtube（2016年）
  - 監督：レスリーキー　　音楽：ディックリー